# مفارقة المخترع
مفارقة المخترع هي ظاهرة تحدث عند البحث عن حل لمسألة معينة عوضًا من حل نوع معين من المسألة ، والذي قد يبدو أسهل بشكل حدسي والتي تبدو أسهل من حل مشكلة أكثر عمومية وهي تغطي تفاصيل الحل المطلوب. تتم استخدام هذه مفارقة لوصف الظواهر في الرياضيات والبرمجة والمنطق، بالإضافة إلى المجالات الأخرى التي تنطوي على التفكير النقدي.

## تاريخ
نجد في كتاب البحث عن الحل للعالم الرياضيات المجري جورج بوليا طرحاً لفكرة تناقض المخترع كما يعرِّفها على أنها:
وبعبارة أخرى يمكن للمرء الذي يرغب لحل مسألة قد يضطر إلى حل مسائل كثيرة لأجل الحصول على حصيلة من المعلومات توجهه إلى حل مسألة.

## أمثلة

### الرياضيات
ما هو مجموع الأعداد من 1 إلى 99:
{\displaystyle 99+98+97+\cdots +3+2+1}
وعلى الرغم من أن هذه العملية ليست مستحيلة القيام بها في ذهن المرء، ولكنها تبدو صعبة بالنسبة لمعظم الناس، لذلك فإن تعميم المشكلة في هذه الحالة من خلال إعادة ترتيب الأرقام على النحو التالي:
{\displaystyle (50)+(51+49)+(52+48)+\cdots +(97+3)+(98+2)+(99+1)\,}
يستطيع معظم الناس حلها بهذا الشكل بدون استخدام الآلة الحاسبة. إذا لاحظ المرء أن مجموع العددين الأصغر والأكبر هو (1 + 99) ويساوي 100، وأن مجموع العددين التاليين الأصغر والأكبر (2 + 98) وهو أيضًا 100، وعندها فسوف يدرك أيضًا أن هناك خمسة وأربعين أزواج متطابقة مجموعهما هو 100 باستثناء العدد الذي في المنتصف وهو 50.
وهنا سيقوم عالم الرياضيات المبتكر بصياغة المسألة في ذهنه على أنها (49 * 100) + 50، ولأنه من السهل حساب 49 * 100 بإضافة صفرين إلى 49، فإنه يعتقد: 4900 + 50.من السهل إضافة هذا ، لأن أقصى موضع ترتيبي لـ 50 لأهم رقم (الرقم 5 في الموضع الثاني "10s") أقل من الحد الأدنى للموضع الترتيبي لأصغر رقم معنوي لـ 4900 (الرقم 9 في الموضع الثالث "100s" مكان). لذا فإن المحلل ببساطة يستبدل الأصفار الأخيرين في 4900 بـ 50 ليجمعهما معًا ، مما ينتج عنه الإجابة 4950. في حين أن الوصف النصي لهذه العملية يبدو معقدًا ، فإن كل خطوة من الخطوات التي يتم إجراؤها في العقل بسيطة وسريعة.